# Im Alter (Tschechow)

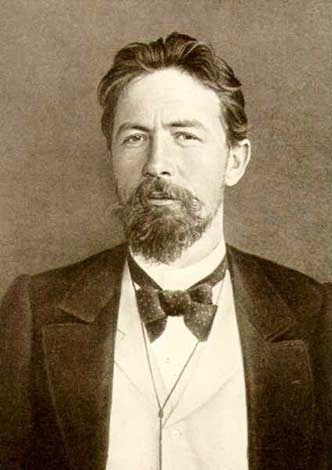
Anton Tschechow

Im Alter (russisch Старость, Starost) ist eine Erzählung des russischen Schriftstellers Anton Tschechow, die am 23. November 1885 im Wochenblatt Oskolki erschien. Zu Lebzeiten des Autors wurde der Text ins Deutsche, Finnische, Rumänische, Serbokroatische und Ungarische übersetzt.
Der Architekt Staatsrat Boris Petrowitsch Uselkow reist mit der Bahn in seine Vaterstadt. Ein Auftrag zur Restaurierung der Friedhofskirche winkt. Nach der Ankunft sucht Uselkow zunächst seinen alten Freund Schapkin auf. Der Anwalt, inzwischen Notar geworden, erkennt den Besucher nach beinahe zwanzig Jahren Abwesenheit nicht gleich wieder. Umso größer ist die Wiedersehensfreude. Schapkin begleitet den Freund gern auf den Friedhof und will ihn mit dem Kirchenvorsteher bekanntmachen.
Schapkin erinnert sich genau jener verflossenen Zeit, als Uselkow Klient in einer Scheidungssache gewesen war. Die inzwischen verstorbene Gattin Sofja Michailowna hatte damals Schwierigkeiten gemacht. Um die Einwilligung der stolzen Kaufmannstochter in die Trennung zu erwirken, hatte Schapkin einen Mittelsmann einschalten müssen. Uselkow hatte an seine Frau eine größere Summe Geldes gezahlt. Ein Drittel davon hatte der Anwalt für sich selbst einbehalten – eine verzeihliche, verjährte Sünde, so meint der inzwischen ziemlich gealterte Freund. Der Herr Architekt hatte damals in der Stadt sehr gut verdient; hatte aus jugendlichem Übermut geheiratet und sich aus demselben Übermut scheiden lassen, erinnert sich Schapkin. Uselkow, der die Stadt seinerzeit verlassen und sich um seine geschiedene Frau nicht weiter gekümmert hatte, lässt nicht locker mit den Nachfragen. Schapkin weiß natürlich über das Danach bestens Bescheid. In ihrem Kummer hatte Sofja sich in der Stadt mit Offizieren herumgetrieben, sich dem Trunke ergeben und hatte schließlich Nervenanfälle bekommen. Die Frau hatte das Papiergeld dem Anwalt ins Gesicht geworfen und es bald darauf zurückverlangt. Schapkin hatte Sofja mit einem Almosen abgespeist.
Uselkow, der damals eine zweite Ehe eingegangen war, kann seine damalige Gleichgültigkeit nicht verstehen. Während Schapkin auf dem Friedhof mit dem Geistlichen spricht, bleibt Uselkow an Sofjas Grab stehen und will weinen. Das verhasste Alter! Es schnürt sich weder die Kehle zu noch fließen die Tränen.

## Deutschsprachige Ausgaben
Verwendete Ausgabe
- Im Alter. S. 85–92 in A. P. Tschechow: Meistererzählungen. Deutsch von Reinhold Trautmann. 431 Seiten. Dieterich’sche Verlagsbuchhandlung, Leipzig 1953 (7. Aufl. 1983, 27 Seiten Vorwort von J.F. und R.M.), ohne ISBN